# Stoenești (Olt)
Pour les articles homonymes, voir Stoenești.
Stoenești est une commune du județ d'Olt en Roumanie.